# Runzelbänderung
Als Runzelbänderung bezeichnet man die unter dem Polarisationsmikroskop sichtbare rhythmische Auslöschung von Chalcedonfasern quer zur Faserrichtung von Achaten. Die Bänder sind eine Folge der Verdrillung der Chalcedonfasern. 
Quarz und dessen faserige Varietäten Chalcedon und Quarzin sind optisch einachsig positiv. Der höhere Brechungsindex ist bei ihnen entlang der optischen Achse orientiert. Der optische Charakter der Chalcedonfasern ist „length-fast“. Das bedeutet, dass der höhere Brechungsindex und somit auch die optische Achse senkrecht zur Faserachse liegt. Die Verdrillung der Chalcedonfasern lässt die optische Achse des Chalcedon um die Faserachse rotieren.
Die Fasern erscheinen zwischen gekreuzten Polarisatoren immer dann dunkel, wenn die optische Achse parallel zur Polarisationsrichtung der Polarisatoren ausgerichtet ist. Die Periodizität der Faserverdrillung ist für alle Fasern ungefähr gleich. Dies führt zu regelmäßigen dunklen Streifen quer zur Faserrichtung über die gesamte Länge der Chalcedonlagen im Achat.